# Mazoče
Mazoče je naseljeno mjesto u općini Foči, Republika Srpska, BiH. Nalazi istočno od rijeke Drine.

## Stanovništvo
| Narod     | Popis 1961. | Popis 1971. | Popis 1981. | Popis 1991. |
| --------- | ----------- | ----------- | ----------- | ----------- |
| Hrvati    |             |             |             |             |
| Muslimani | 134         | 145         | 121         | 73          |
| Srbi      | 171         | 125         | 86          | 73          |
| ostali    | 1           |             | 1           |             |
| Ukupno    | 306         | 270         | 208         | 146         |